# 環境和行為
《環境和行為》（Environment and Behavior）是一份1969年起發行的學術期刊。該期刊每兩個月出版一次，內容為研究環境心理學。現時，期刊的主編是猶他大學的Barbara Brown。據2012年發佈的期刊引證報告指，《環境和行為》的影響因子是1.282，在126份心理學期刊中排名第48，而在93份環境學期刊中則排名47。

## 資料來源
1. ↑  .   [2014-05-19]. （原始内容存档于2014-08-23）.

## 外部連結
- 官方网站